# دیاک

دایاک

دیاک (به انگلیسی: diode for alternating current) (اختصاری DIAC) یک نوع دیود جریان متناوب است. دیاک بلافاصله بعد از رسیدن به ولتاژ شکست (VBO)، هدایت می‌کند و جریان را عبور می‌دهد؛ سپس دیاک وارد ناحیه تشدید منفی می‌شود و این امر باعث کاهش ولتاژ دو سر دیاک و افزایش جریان دیاک می‌شود و تا زمانی‌که جریان دیاک از جریان نامی خود (جریان نگهدارنده) (IBO) (IH) کمتر نشود، در حالت هدایت باقی می‌ماند؛ در جریان‌های کمتر از این مقدار، دیاک به حالت حداکثر مقاومتی (نارسانا) بازمی‌گردد و این حالت برای هر دو جهت دیاک صادق است.
بیشتر دیاک‌ها، یک ساختمان سه‌لایه به همراه ولتاژ شکستی در حدود ۳۰ ولت دارند. رفتار دیاک‌ها شبیه به یک لامپ نئون (اما خیلی دقیق‌تر کنترل شده و کم‌حجم شده در ولتاژ پائین‌تر نسبت به لامپ نئون) است.
دیاک‌ها برخلاف ترایاک که برای تریگر کردن از پایه گیت استفاده می‌کنند، فاقد این پایه می‌باشند. بعضی از ترایاک‌ها مانند کوادراک از یک دایاک داخلی سری با پایه گیت خود به این منظور استفاده می‌کنند.

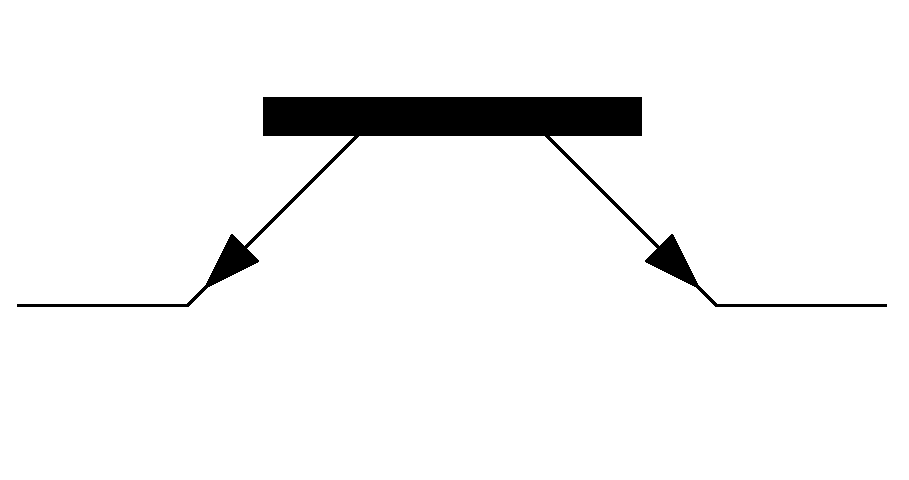
دایاک سه لایه

دیاک‌ها همچنین با نام‌های دیگری از جمله دیود تریگر متقارن که برگرفته از منحنی مشخصه آن‌ها است، خوانده می‌شوند. اینکه دایاک یک قطعه دوجهتی یا دو طرفه است باعث شده تا ترمینال یا پایه‌های آن‌ها به صورت آند-کاتد علامت‌گذاری نشده و به صورت A1 (آند ۱) و A2 (آند ۲) و همچنین MT1 و MT2 نام‌گذاری شود.

منحنی مشخصه دایاک رابطه بین ولتاژ و جریان قطعه را نشان می‌دهد. V_{BO} (V breakover)(ولتاژ شکست)

## کاربردها
از مشخصه‌های مهم دیاک این است که در هنگام روشن‌شدن جریان لحظه‌ای و سوزنی‌شکلی ایجاد می‌کند که برای تحریک گیت قطعاتی مانند تریستور و ترایاک مناسب است. از این مشخصه برای تولید موج سوزنی استفاده می‌شود.